# Voacanga thouarsii
Voacanga thouarsii är en oleanderväxtart som beskrevs av Johann Jakob Roemer och Schult.. Voacanga thouarsii ingår i släktet Voacanga och familjen oleanderväxter. Inga underarter finns listade i Catalogue of Life.